# EZSA LAK-9
Die EZSA LAK-9 Lietuva (litauisch Litauen, russisch ЭЗСА ЛАК-9 Летува) ist das erste in GFK-Bauweise in Serie gefertigte Segelflugzeug der Sowjetunion. Sie wurde für die Offene Klasse entwickelt. Das Kürzel LAK steht für Litowskaja Awiazionnaja Konstrukzija (Литовская Авиационная Конструкция), Litauische Flugzeugkonstruktion.

## Entwicklung
Die 1968 im polnischen Leszno ausgetragenen Weltmeisterschaften im Segelflug erbrachten die Erkenntnis, das die in herkömmlicher Holzbauweise ausgeführten Flugzeuge nicht mehr in der Lage waren, mit der Weltspitze, die zunehmend von Konstruktionen aus glasfaserverstärktem Kunststoff bzw. Polyesterharz dominiert wurde, mitzuhalten. Daraus resultierend bildete sich 1969 im litauischen Prienai in Eigeninitiative eine sechsköpfige Gruppe unter der Leitung von Balys Karvelis, um ein Muster dieser Auslegung zu entwickeln. Zu diesem Zeitpunkt verfügten die Mitglieder über keinerlei Erfahrung in der Verwendung von Epoxidharz und Glasfasern im Flugzeugbau. Die optimalen Herstellungstechniken mussten erst durch Tests ermittelt werden und da auch von staatlicher Seite keine Unterstützung erfolgte, zog sich der Bau des als BK-7A (für Balys Karvelis) bezeichneten Prototyps mit 17 m Spannweite bis Ende 1972 hin. Da keine Landeklappen vorgesehen waren, sollte die Landung mit auf 70° ausgefahrenen Wölbklappen erfolgen. Am 12. Dezember konnte der Segelflieger und Leiter des Fliegerklubs Kaunas, Aleksandras Jonusas, schließlich den Erstflug durchführen. Die weitere Erprobung erwies sich als so erfolgreich, dass für die weitere Arbeit der inzwischen auf zwölf Personen angewachsenen Konstruktionsgruppe finanzielle Mittel bewilligt wurden. Auf dieser Grundlage konnte der Bau einer zweiten BK-7A mit Bremsklappen und 20 m Spannweite realisiert werden, mit der die bis dahin nicht durchgeführten Festigkeitstests nachgeholt wurden. Für die weitere Erprobung wurde noch eine dritte BK-7A gebaut.
Ein weiteres Testmodell wurde als BK-7B bezeichnet. Es war mit zwei 80-l-Wasserballastbehältern ausgestattet und besaß eine Rüstmasse von 470 kg. Die BK-7B wurde von August bis September 1975 in Kischinjow beim Training der sowjetischen Auswahlmannschaft unter Wettkampfbedingungen mit guten Ergebnissen erprobt. Im Anschluss wurde daraufhin die Serienproduktion beschlossen, die im 1969 in Prienai errichteten EZSA (russisch ЭЗСА, Экспериментальный завод спортивной авиации, Eksperimentalny sawod sportiwnoi awiazi oder Sportflugzeug-Experimentalwerk) der DOSAAF erfolgen sollte.
Die als BK-7C benannte erste Serienversion unterschied sich vom Ausgangsmuster BK-7B nur geringfügig durch auf 90 Liter vergrößerte Ballasttanks und kleinere konstruktive Veränderungen. Die zweite Serie wurde offiziell als LAK-9 betitelt und hatte eine an internationale Standards angepasste (verringerte) Rüstmasse von 380 kg. Die 3. Serie erhielt mit den Wölbklappen gekoppelte Querruder. Mit dem ersten Flugzeug dieses Bauloses nahm erstmals eine LAK-9 an einem internationalen Wettbewerb, der Weltmeisterschaft von 1976 im finnischen Räyskälä, teil. Sie wurde von Oleg Pasetschnik geflogen, schied allerdings aufgrund starker Beschädigungen während einer Außenlandung frühzeitig aus. Beim siebten Flugzeug der 3. Serie wurde das Volumen des Wassertanks auf 180 Liter verdoppelt, woraus sich eine Erhöhung der Flächenbelastung von 38,7 kg/m² auf 44,7 kg/m² ergab, die eine optimale Anpassung an ideale thermische Bedingungen bewirken sollte.
Die 4. Serie wurde zum Jahreswechsel 1976/77 unter der Bezeichnung LAK-7M (für modernisirowany, modernisiert) realisiert. Sie ist an der veränderten Kabinenhaube und dem umgestalteten Cockpit erkennbar. Zudem wurden Wölbklappen und Querruder überlappend angebracht, was die Kreiswechselzeit von 45° zu 45° im Gegensatz zu früheren Ausführungen von 7,5 s auf 4,5 s verringerte.
Als Nachfolgemodell erschien 1980 die LAK-12.

## Aufbau
Die LAK-9 ist ein freitragender Schulterdecker aus glasfaserverstärktem Epoxidharz. Der zweiteilige Tragflügel in doppelter Trapezform besteht aus dem Hauptholm und rippenlosen Halbschalen mit leichter V-Form. In den Flügelwurzeln befinden sich zwei Ballastbehälter, die durch einen zentralen Tankstutzen im Fahrwerksschacht befüllt werden. Das Leitwerk setzt sich aus dem halbhochgesetzten Pendel-Höhenruder mit Federtrimmung und dem Seitenruder mit 40° Ausschlag zusammen. Das Fahrwerk besteht aus dem gefederten, abbremsbaren Hauptrad.

## Technische Daten
| Kenngröße              | Daten (3. und 4. Serie)                    |
| ---------------------- | ------------------------------------------ |
| Besatzung              | 1                                          |
| Spannweite             | 20,02 m                                    |
| Länge                  | 7,27 m                                     |
| Höhe                   | 1,53 m                                     |
| Flügelfläche           | 14,99 m²                                   |
| Flügelstreckung        | 26,8                                       |
| Leermasse              | 382 kg                                     |
| Zuladung               | maximal 108 kg                             |
| Wasserballast          | 180 kg                                     |
| Startmasse             | maximal 670 kg                             |
| Flächenbelastung       | ohne Ballast 32,7 kg/m² maximal 44,7 kg/m² |
| Beste Gleitzahl        | 48 bei 103 km/h                            |
| Geringstes Sinken      | 0,51 m/s bei 74 km/h                       |
| Gleitgeschwindigkeit   | maximal 210 km/h                           |
| Mindestgeschwindigkeit | 64 km/h                                    |
| Schleppgeschwindigkeit | maximal 140 km/h im Flugzeugschlepp        |
| g-limit                | +6 / −3                                    |
| Profil                 | Wortmann FX 67 K 170                       |